# 86 г. пр.н.е.
86 (осемдесет и шеста) година преди новата ера (пр.н.е.) е година от доюлианския (Помпилийски) римски календар.

## Събития

### В Римската република
- Консули са Луций Корнелий Цина (за II път) и Гай Марий (за безпрецедентен VII път).
- Скоро след началото на годината Марий умира, а за суфектконсул е избран Луций Валерий Флак.[1]
- Приет е закона на Флак, с който се опрощават три четвърти от съществуващите дългове.[2]
- За цензори са избрани Луций Марций Филип и Марк Перперна.[3]
- Цензорите провеждат преброяване, което установява 463 000 римски граждани.[1]
- Първа Митридатова война:
  - Март – Луций Корнелий Сула превзема Атина, a пристанищният град Пирея е опожарен.[4]
  - Сула разбива голяма понтийска войска предвождана от генерал Архелай в битката при Херонея. Сула отпразнува победата в Тива.[4]
  - В битката при Орхомен Сула побеждава втора понтийска войска.[4][5]
  - Суфектконсулът Флак е натоварен със задачата да замени Сула като главнокомандващ във войната с Митридат VI. Начело на своята войска, Флак избягва конфронтация на бойното поле със Сула и се насочва към Византион и впоследствие преминава във Витиния, която подлага на разграбване.[6]

## Родени
- 1 октомври – Салустий, римски историк и политик (умрял 34 г. пр.н.е.)
- Ация Балба Цезония, племенница на Юлий Цезар и майка на император Октавиан Август (умряла 43 г. пр.н.е.)

## Починали
- 13 януари – Гай Марий, римски военачалник и политик (роден 157 г. пр.н.е.)
- Аристион, философ и тиран на град Атина.
- Сима Циен, китайски историк (роден 145 г. пр.н.е.)